# Pondok Batu (Bilah Hulu)
Pondok Batu is een bestuurslaag in het regentschap Labuhan Batu van de provincie Noord-Sumatra, Indonesië. Pondok Batu telt 6098 inwoners (volkstelling 2010).